# الحديث المعضل
الحديث المعضل هو ما سقط من إسناده راويان فأكثر بشرط التوالى، وهو من أنواع الحديث الضعيف، وقد استعمل بعض المتقدمين مصطلح الحديث المعضل لوصف الحديث المنكر والموضوع، فيما استخدمه آخرون لوصف الحديث المرسل، والحديث المعضل أقل رتبة من الحديث المرسل.

## سبب التسمية
المعضل بصيغة اسم المفعول مأخوذ لغة من قوله أعضله فلان إذا أعياه أمره، سمي الحديث بذلك لأن المحدث الذي حدث به كأنه أعضله وأعياه فلم ينتفع به من يرويه.

## أمثال الحديث المعضل
يعرف الحديث المعضل تاريخيا بِبُعد طبقة الراوي عن طبقة شيخه، بحيث إنه لو روى حديثاً من طريق ذلك الشيخ كان بينهما راويان على أقل تقدير.
- مثله:

وابن شهاب الزهري من صغار التابعين، فسقط بينه وبين سعد بن أبي وقاص رضي الله عنه راويان على أقل تقدير، ومثل ذلك ما يرويه تابعي التابعي عن رسول الله صلى الله عليه وسلم مباشرة، دون ذكر للواسطة بينهما، فإن الغالب أن مراسيلهم قد سقط منها اثنان إن لم يكن أكثر؛ ولذا كانت مراسيلهم أوهى المراسيل أي معضلة.
- مثله:

ولما كان عبيد الله بن أبي جعفر من طبقة أتباع التابعين، فإن أقل ما يكون بينه وبين النبي ﷺ راويان، فأسقط عبيد الله الواسطة بينه وبين رسول الله ﷺ، فصار الحديث معضلا، فسقط بذلك الحديث، وصورته كما يلي:
- مثله:

فهذا السند معضل، لأنه سقط منه روايان، وقد روي بإسناد آخر كما يلي:

## حكم الحديث المعضل
الحديث ‌المعضل حديث ضعيف، لاختلال شرط من شروط الصحة وهو اتصال الإسناد.

## مسألة الانقلاب الدلالي للمُعضَل
وقد اعترض الباحث إدريس العبد على إدراج مصطلح الحديث المعضل في مباحث الانقطاع من علوم الحديث وذكر في كتابه الانقلاب الدلالي للمعضل في تعريف الحاكم عن تطبيقات مَن سَبَقَهُ من الأئمَّة والتطوُّر الدلالي لتعريفه عند مَن جاء بعدَه أنَّ المصطلح قد انقلَبَت دلالته على مُدخِلِه الأوَّل في كتب علوم الحديث وهو أبو عبد الله الحاكم، وأنَّه حينَ نظَرَ في الاختلاف بين الرواة في إسناد حديثٍ ما، وصَلَه بعضُهم ورواه بعضُهم منقطِعًا، استنبطَ كون الإعضال- من صنف الاختلاف- يُطلَقُ على الناقصِ من الإسنادَينِ- براويين أو أكثر- من، بينما كان مَن تقدَّمَهُ يُطلقُه على التامِّ المتَّصل من الإسنادَين إذا كان الوهم فيه غيرَ مُحتمَل، وأنَّ مصطلح (الحديث المعضَل) ليس له علاقة بالحديث المنقطع، وإنَّما هو من مباحث العلل، وهو الذي تدلُّ عليه مادَّة (ع ض ل) في أصل اللغة التي لا مدخل للسقط فيها، بل دلالتها على شدَّة والتواء في الأمر، والحاكم اضطرب في التعريف النظري للمعضل، ففي حين قال إنَّ المعضَل غيرُ المرسَل، وأنَّ المرسلَ للتابعين دون غيرهم، قال في كتاب آخر: المراسيل: وهو قول الإمام التابعي أو تابع التابعي قال رسول الله صلى الله عليه وسلم ، وكذلك تناقَضَ في التطبيق، فحَكَمَ بالإعضال على ما لا مجال للانقطاع فيه، وأما وَفق تطبيقات المحدِّثين الذين تقدَّموا الحاكم  فيكون الحديث المعضل: ما وقع فيه خلل مستغلق لا يُعرف وجه الصواب في الحديث معه، ويكون في الاختلاف وكذلك في التفرُّد المستنكَر غير المحتمَل، وانتهى الباحثُ إلى نتيجةٍ مفادها: أنَّ معنى الإعضال الاصطلاحي قريبٌ من معنى المنكر عند المحدِّثين الأوَّلين، وقد جاء عن الإمام البخاري في موضع وصف الراوي بكونه (معضل الحديث)، وفي موضع آخر: (منكر الحديث)، وعند ابن حِبَّان عادةً ما تُقترن المعضَلات بالبواطيل والموضوعات.